# 67070 Rinaldi
67070 Rinaldi este un asteroid din centura principală de asteroizi.

## Descriere
67070 Rinaldi este un asteroid din centura principală de asteroizi. A fost descoperit pe 1 ianuarie 2000 la San Marcello Pistoiese de Luciano Tesi și Andrea Boattini. Asteroidul prezintă o orbită caracterizată de o semiaxă mare de 3,05 ua, o excentricitate de 0,17 și o înclinație de 4,0° în raport cu ecliptica.